# Monte Rinaldo
Monte Rinaldo település Olaszországban, Marche régióban, Fermo megyében. Lakosainak száma 317 fő (2023. január 1.). Monte Rinaldo Montalto delle Marche, Montelparo, Montottone, Monsampietro Morico és Ortezzano községekkel határos.

## Népesség
A település lakossága az elmúlt években az alábbi módon változott:
| Lakosok száma | 411  | 359  | 317  |
|               | 2008 | 2018 | 2023 |